# Georg E.W. Møller
Georg Ebbe Wineken Møller (24. januar 1840 i Hillerød – 21. juni 1897 i København) var en dansk arkitekt i den historicistiske tid. Han arbejdede ofte sammen med Vilhelm Dahlerup i et partnerskab, hvor Møller primært tog sig af den praktiske og tekniske udførelse snarere end den kunstneriske behandling.

## Karriere
Georg E.W. Møller var søn af købmand Claus Møller (1807-1847) og Ellen Marie f. Wineken (1805-1879). Han kom efter sin konfirmation til København, hvor han blev udlært som tømrer i 1858. Fra 1854-59 var han samtidig elev af G.F. Hetsch, og han begyndte i 1855 at gå på Kunstakademiet, blev 1861 elev, konkurrerede til sølvmedaljen, men gik ud af arkitekturklassen i 1863 uden at have fået den. Fra 1859—1867 arbejdede han som konduktør hos J.D. Herholdt, Christian Zwingmann og Vilhelm Tvede, i 1867 var han en længere udenlandsrejse for egen regning, og den 6. august 1869 ægtede han i København Constance Sofie Louise Wienberg (6. juli 1846 i Nakskov – 3. marts 1921 på Frederiksberg), datter af murermester Christian Peder Wienberg (1819-1901) og Marthine Samueline f. Abildgaard (f. 1822); hun var søster til maleren C.C. Andersens hustru.
Han har restaureret nogle ældre kirker, opført herregården Rosengård ved Ringsted (1868) og i København bl.a. opført huset nr. 10 i Niels Juels Gade (1871), Det Forenede Dampskibsselskabs forretningsbygning i Kvæsthusgade (1872), samt sammen med Dahlerup Hotel d'Angleterre (1875), Statens Museum for Kunst (1889-96} og Glyptoteket. Han vandt præmie ved skitsekonkursen om Christiansborg Slots genopførelse, og sammen med Dahlerup ved konkurrencen om Statens Museum (1886) og til det nye rådhus (1890). Den 8. juni 1896 blev han Ridder af Dannebrog. 
Georg E.W. Møller døde pludseligt af et hjerteslag 21. juni 1897 og er begravet på Vestre Kirkegård. Forældre: Købmand Claus Møller og Ellen Marie Wineken. 

## Udstillinger
- Nordisk Udstilling 1883
- Charlottenborg Forårsudstilling 1892-93

## Arbejder
- Herregården Rosengård ved Ringsted (1868)
- Fabrikantvilla, Sortedam Dossering 55, København (1869, fredet 1980)
- Niels Juels Gade 10, København (1871)
- DFDS' hovedsæde, Kvæsthusgade 9 og 11, København (1871-72, senere ombygget af Albert Jensen)
- Hotel d'Angleterre, Kongens Nytorv, København (1873-75, sammen med Vilhelm Dahlerup, genopført efter brand 1915)
- Restaureringen af Sonnerup Kirke (1875)
- L.P. Holmblads Fabrik, nu Kvarterhuset, Jemtelandsgade 3, Amagerbro (1880, bygget af murermester Christian Peder Wienberg)
- Lærlinge-Plejehjemmet i Nørre Søgade 11 (1882)
- Statens Museum for Kunst, Sølvgade 48-50, København (1888-95, sammen med Vilhelm Dahlerup, ombygget 1969-70 og 1995-98)
- Frk. Engelhardts Pigeskole, nu FDF, Rysensteensgade 3, København (1895)
- Arbejderhjemmet Fredenshus, Sortedam Dossering 49, København (1895, nedrevet)
- Ny Carlsberg Glyptotek, Dantes Plads, København (1891-97, sammen med Dahlerup, fredet)
- Villaer i Hellebæk
- Klædefabrikken i Hørsholm med arbejderboliger

### Konkurrenceforslag
- Statens Museum for Kunst (1886, vinder sammen med Dahlerup)
- Christiansborg Slot (1887, præmieret)
- Københavns Rådhus (1890, sammen med Dahlerup, præmieret)

### Skriftlige arbejder
- Bl.a. om de bygningstekniske forhold ved opførelsen af Statens Museum for Kunst og Glyptoteket i: Teknisk Forenings Tidsskrift 1893.